# Denali Park
Denali Park è un census-designated place degli Stati Uniti d'America, situato nello Stato dell'Alaska e in particolare nel Borough di Denali. Già noto come "McKinley Park", nel 2015 ha assunto la corrente denominazione per adeguarsi al ripristino del toponimo originario del Monte Denali.

## Geografia
Denali Park si trova alle coordinate 63°39′05″N 148°49′20″W sulla destra del fiume Nenana mentre verso ovest è circondata dalla catena montuosa dell'Alaska e dal margine orientale del Parco nazionale del Denali .

## Clima
Il clima presente nella cittadina è quello tipico del clima subartico con lunghi e freddi inverni ed estati calde ma brevi. Le temperature più fredde raggiungono i -21 °C in gennaio (media), quelle più calde i 19 °C in luglio (media). I record sono di -47 °C e 34 °C (dati registrati nel periodo 1981-2010).

## Accessi
La cittadina si trova sull'autostrada George Parks (George Parks Highway) a 29 chilometri a nord dall'entrata del Parco nazionale del Denali (Denali National Park and Preserve) e a 206 chilometri a sud da Fairbanks (da Anchorage dista quasi 372 km).
Il centro abitato è dotato inoltre di una stazione ferroviaria servita dalla ferrovia dell'Alaska, sul percorso Anchorage - Fairbanks.

## Alcune immagini di Denali Park

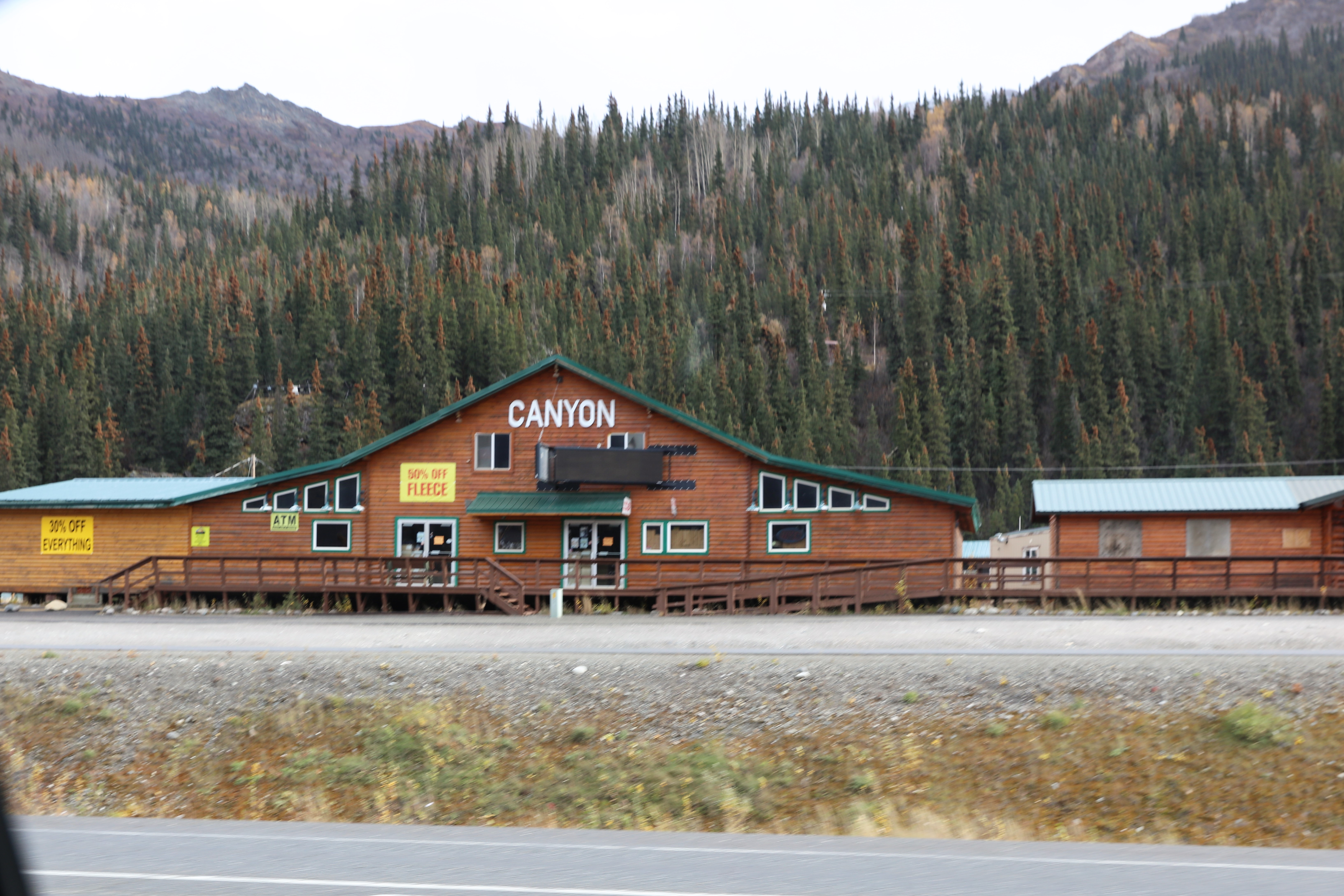
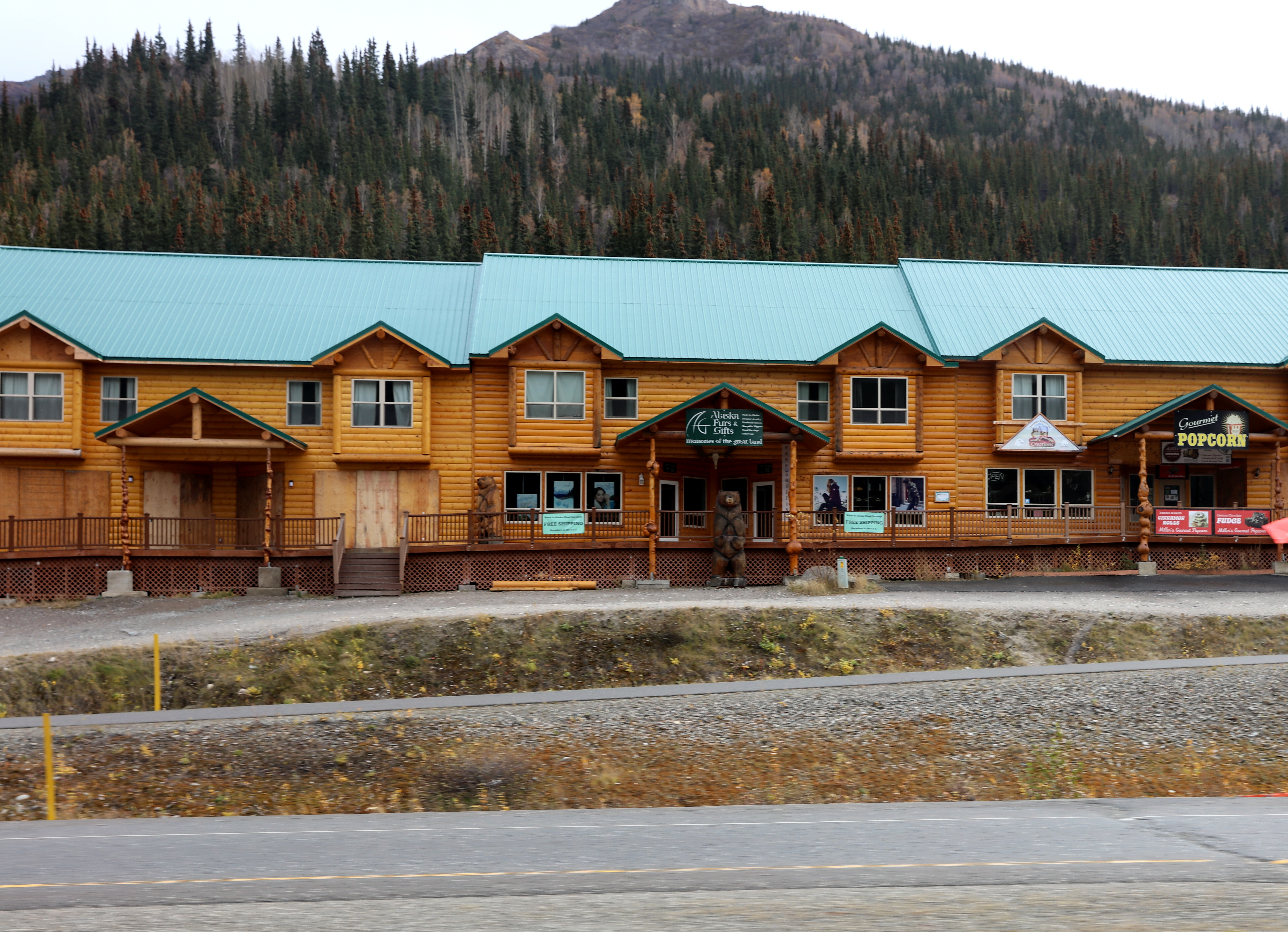
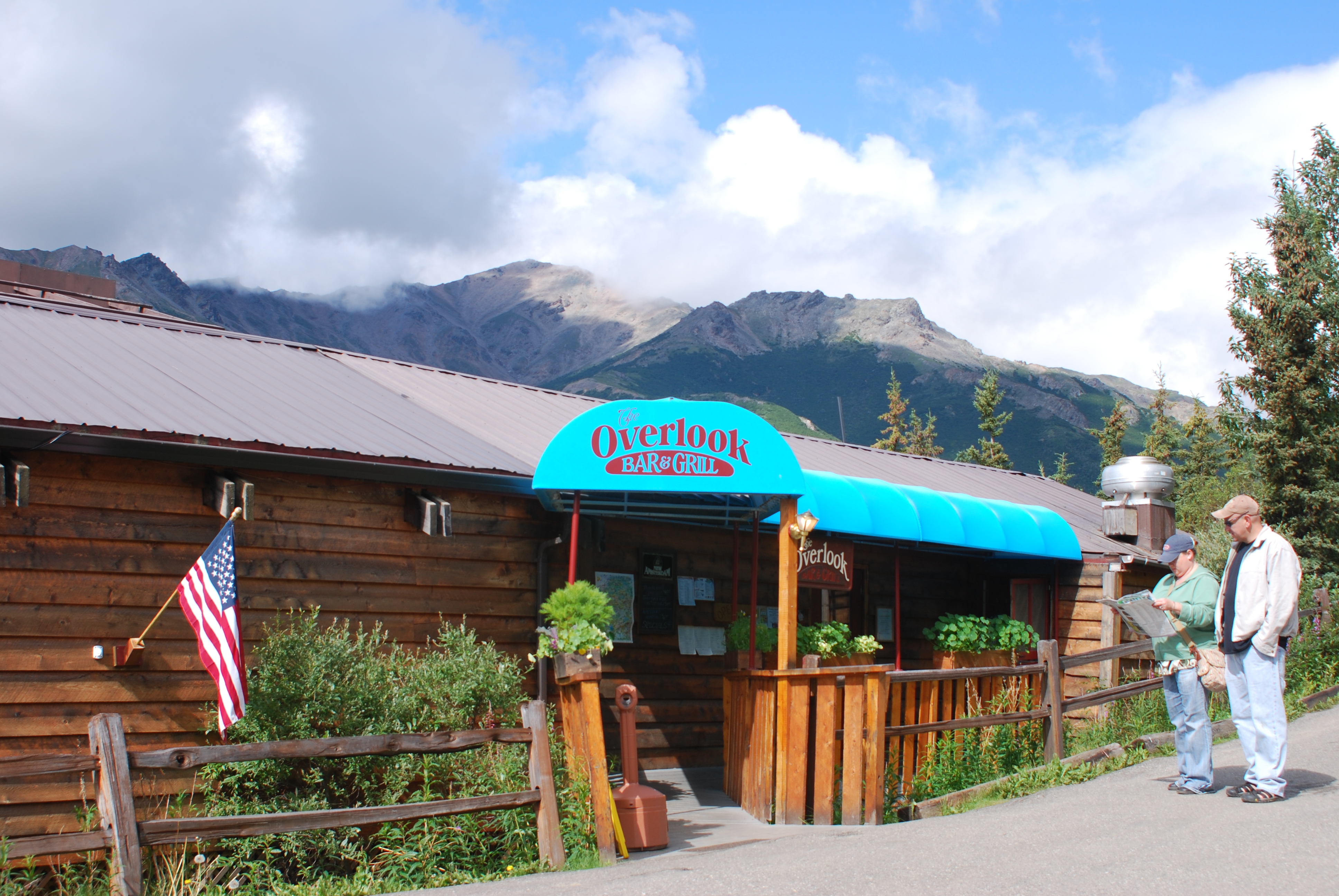
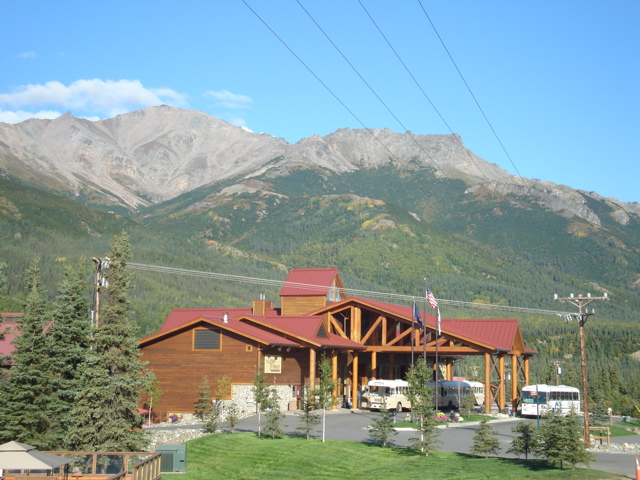
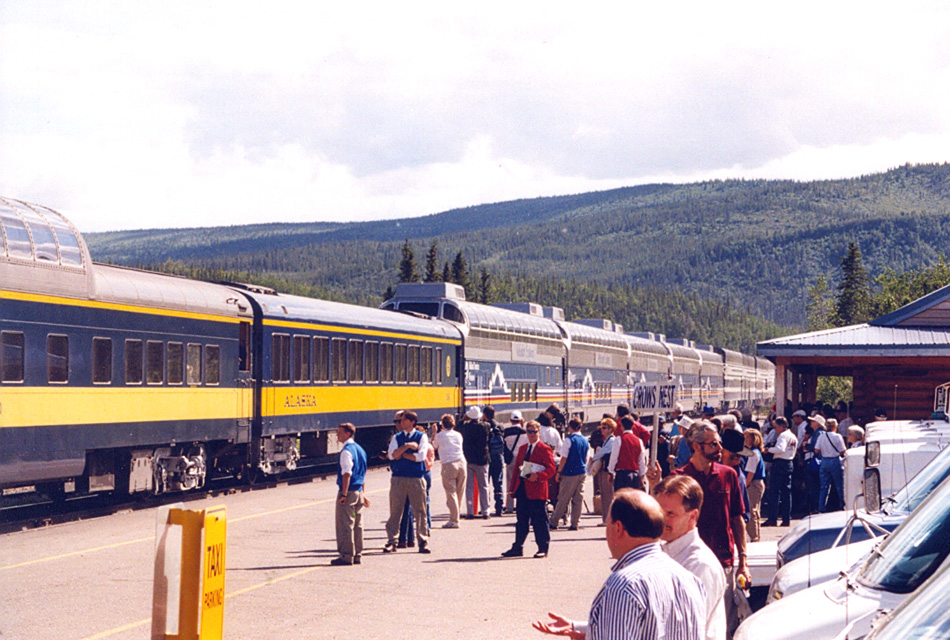
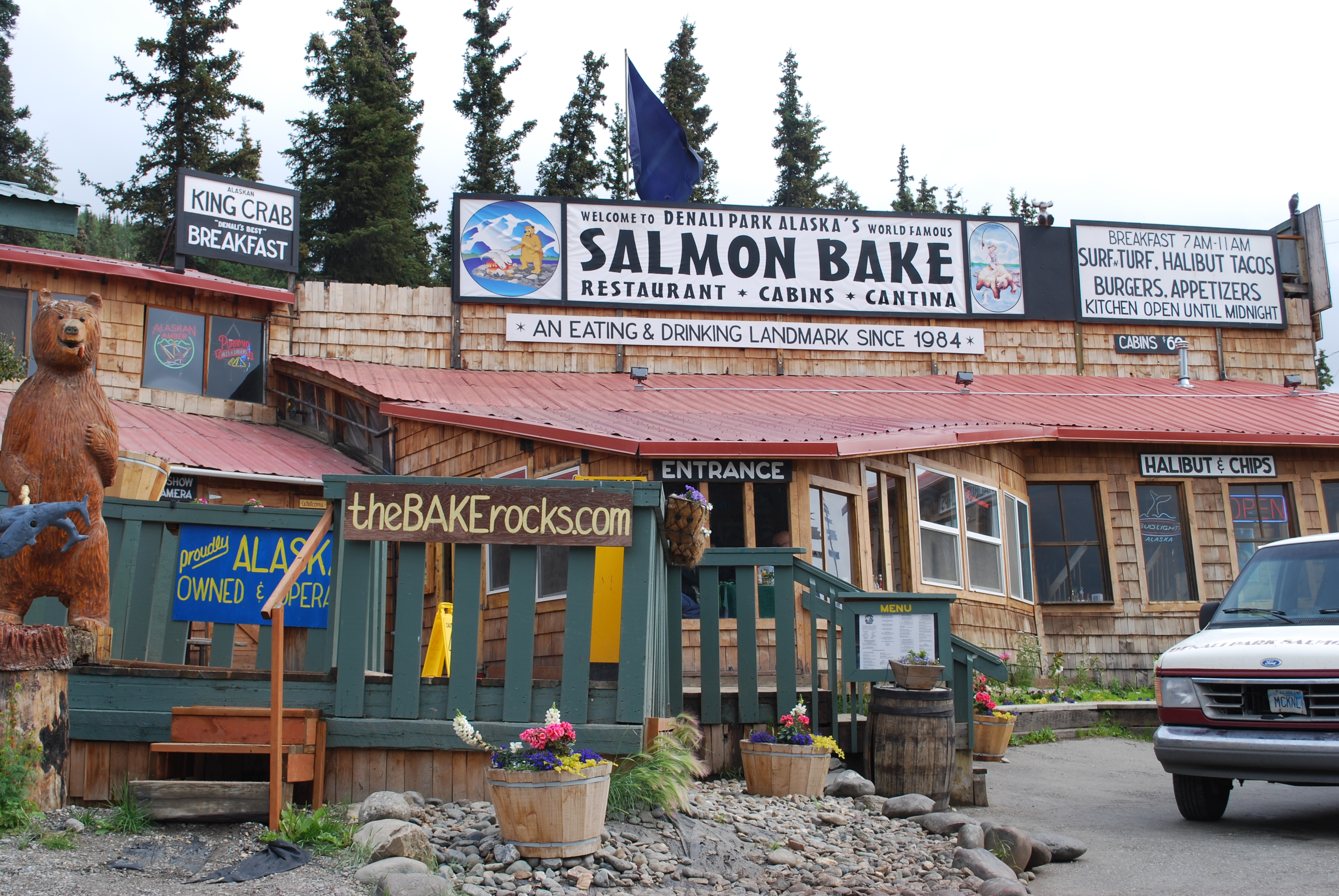
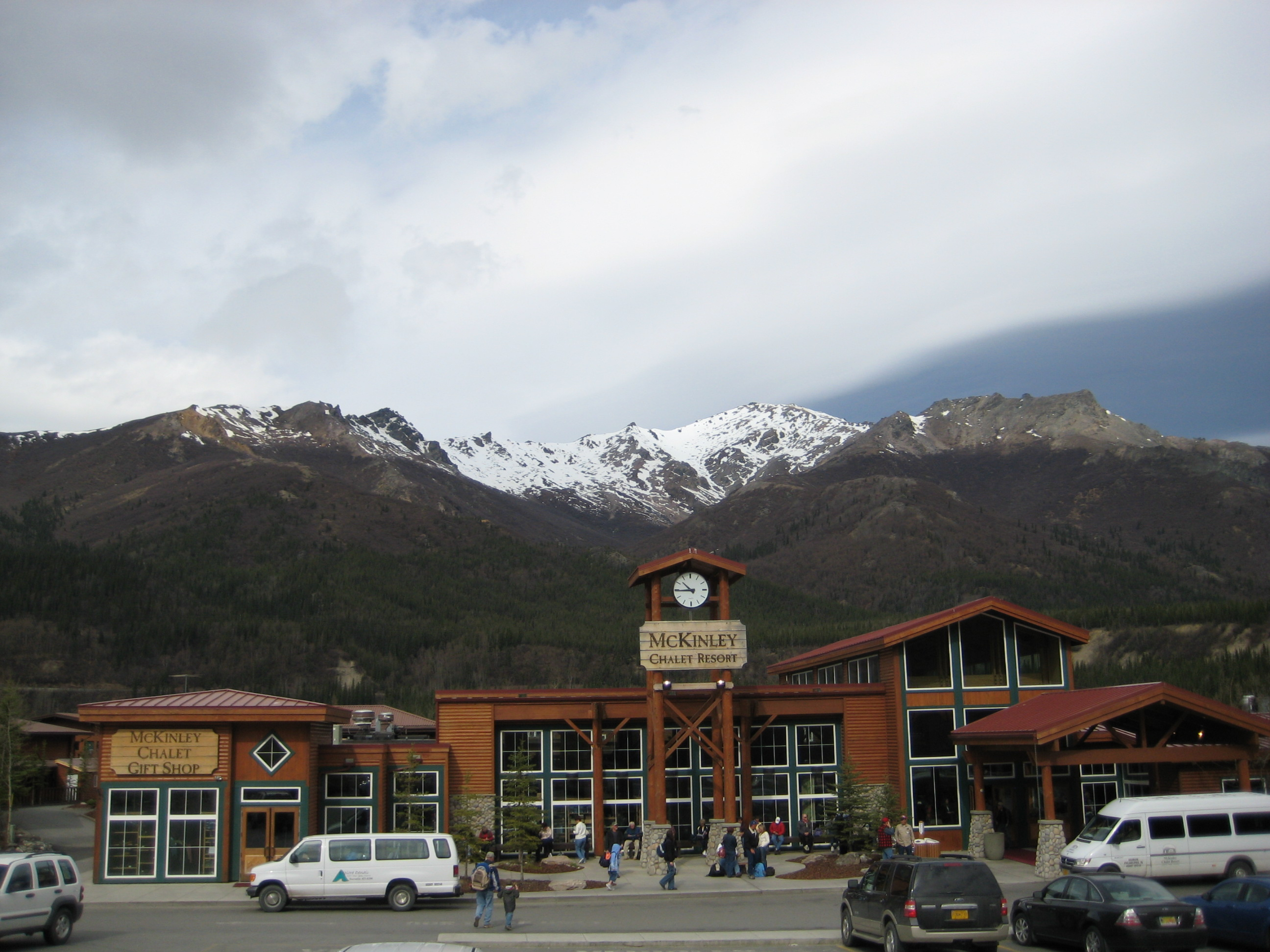